# リチャード・ボウディッチ・ウィグルスワース

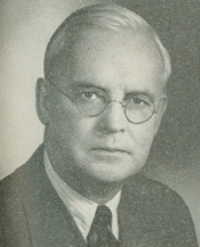
リチャード・ボウディッチ・ウィグルスワース

リチャード・ボウディッチ・ウィグルスワース（Richard Bowditch Wigglesworth, 1891年4月25日 - 1960年10月22日）は、アメリカ合衆国の政治家。共和党に所属し、連邦下院議員を16期32年連続で務めた。

## 生涯
1891年4月25日、リチャード・ボウディッチ・ウィグルスワースはマサチューセッツ州ボストンにおいて誕生した。ウィグルスワースは1908年にミルトン・アカデミーを卒業した。ウィグルスワースは1912年にハーバード大学を卒業、1916年に同法科大学院を修了した。ウィグルスワースは1916年にマサチューセッツ州で弁護士として認可を受け、ボストン市内で弁護士業を開業した。
ウィグルスワースは1913年にフィリピン総督の私設秘書補佐官を務めた。第一次世界大戦中は1917年から1919年までアメリカ陸軍に所属し、海外に派遣された。ウィグルスワースは第76師団の第303野戦砲兵隊で大尉を務めた。ウィグルスワースはE砲兵隊を指揮し、また第一大隊の部隊長も任された。
ウィグルスワースは1922年から1924年まで財務次官補の法律顧問を務めた。ウィグルスワースは外国からの借款の返済や、鉄道敷設の代金支払いなどの管理を任された。またウィグルスワースは同じく1922年から1924年まで、連邦政府の戦債委員会で秘書官も務めた。ウィグルスワースは1924年から1927年まで共和政ドイツに駐在し、戦争賠償の請求代理人補佐官を務めた。ウィグルスワースは1927年から1928年まで、ドーズ案に基づく執行委員会において、法務顧問およびパリ代理人を務めた。
1928年、ウィグルスワースはマサチューセッツ州選出連邦下院議員ルイス・アダムズ・フロシンガムの死去に伴い欠員補充で、連邦下院議員に選出された。ウィグルスワースは1928年11月6日に着任し、その後1958年11月13日に辞任するまで16期32年連続で連邦下院議員を務めた。ウィグルスワースは1928年から1933年まではマサチューセッツ州第14選挙区の選出議員として、1933年から1958年まではマサチューセッツ州第13選挙区の選出議員として、活動した。ウィグルスワースは1948年の共和党全国大会に、マサチューセッツ州の代表代理として出席した。
ウィグルスワースは1958年10月29日に駐カナダ大使として指名を受けた。ウィグルスワースは1958年12月15日に信任状を奉呈して着任したが、上院休会中の任命であったため、1959年1月29日に改めて上院の再承認を受けた。ウィグルスワースは1960年10月19日に駐カナダ大使を辞任した。
1960年10月22日、ウィグルスワースはマサチューセッツ州ボストン市内の病因において、循環器疾患により死亡した。ウィグルスワースの遺体はアーリントン国立墓地の第2セクションに埋葬された。